# Pântano da Cabra
Pântano da Cabra (em latim: Palus Caprae/Capreae) era um pântano ou piscina da Roma Antiga situado no Campo de Marte, em Roma, que era abastecido pelo rio Petrônia. Localizava-se exatamente onde posteriormente fora construído o Panteão de Agripa, embora sua extensão seja desconhecida. Na mitologia romana, foi o local onde Rômulo ascendeu à divindade.

## Descrição
O Pântano da Cabra era uma pequena bacia situada no local onde depois o Panteão seria construído, a oeste do local onde supostamente ficava o Altar de Marte, construído por Numa Pompílio, o sucessor de Rômulo. Ele provavelmente estendeu-se pela parte mais baixa do Campo de Marte em direção ao rio Tibre e era alimentado por um riacho chamado Petrônia (Petronia Amnis) que pelo tempo do imperador Augusto (r. 27 a.C.–14 d.C.) já havia desaparecido ou sido drenado.
Ludwig Preller defendeu que o local seria o mesmo que a Edícula Caprária (em latim: Aedicula Capraria) que está listada nos Regionários na Região VII - Via Lata, enquanto Samuel Ball Platner sugere que estava próximo à Edícula Caprária e o Vico Caprário. Filippo Coarelli especulou que a importância mítica do Pântano da Cabra teria sido a razão pela qual o Panteão foi construído no local.

## Mitologia
Nas nonas de quintil (7 de julho), Rômulo estava passando em revista o exército romano no Campo de Marte, perto do Pântano da Cabra. Subitamente irrompeu uma tempestade acompanhada de um eclipse solar e uma inundação tomou o local. Quando ela recuou e os aterrorizados romanos reemergiram de seus refúgios, seu rei havia desaparecido. A ocasião era comemorada ritualmente pela Caprotínia ou Nonas Caprotinas (Nonae Caprotinae).
Júlio Próculo alegou que Rômulo lhe teria aparecido em sonho e anunciado que deveria ser conhecido dali em diante como o deus Quirino, pois os deuses o haviam levado para viver entre eles. Apesar de Rômulo não ter efetivamente "morrido", seu túmulo estaria supostamente localizado no Comício, sob o Lápis Níger.